# Veenia
Veenia is een geslacht van uitgestorven kreeftachtigen uit de klasse van de Ostracoda (mosselkreeftjes).

## Soorten
- Veenia (Veenia) acuticostata Reyment, 1963 †
- Veenia (Nigeria) lamarensis Hazel & Paulson, 1964 †
- Veenia (Nigeria) sohni Reyment, 1963 †
- Veenia acuticostata Reyment, 1963 †
- Veenia adkinsi Smith (J. K.), 1978 †
- Veenia balachanaensis Andreev, 1965 †
- Veenia ballonensis Damotte & Grosdidier, 1963 †
- Veenia bicostata Ainsnorth, 1986 †
- Veenia compressa Kaye, 1965 †
- Veenia correiai Damotte, Cabral & Berthou, 1990 †
- Veenia dbesa Dingle, 1969 †
- Veenia dentarticulata (Israelsky, 1929) Hazel & Brouwers, 1982 †
- Veenia donzei Babinot, 1980 †
- Veenia expansa Donze, 1972 †
- Veenia fawwarensis Honigstein, 1984 †
- Veenia florentinensis (Damotte, 1961) Kaye, 1965 †
- Veenia foersteriana (Bosquet, 1847) Howe & Laurencich, 1958 †
- Veenia foersterianoidea (Veen, 1936) Howe & Laurencich, 1958 †
- Veenia glabella Apostolescu, 1963 †
- Veenia guianensis Swain, 1976 †
- Veenia hebetata Apostolescu, 1963 †
- Veenia jordanensis Basha, 1985 †
- Veenia lauta Apostolescu, 1963 †
- Veenia lienenklausi (Veen, 1936) Deroo, 1966 †
- Veenia moralensis Reyment, 1984 †
- Veenia multipora (Skinner, 1956) Crane, 1965 †
- Veenia occidentalis Reyment, 1960 †
- Veenia ozanana (Israelsky, 1929) Butler & Jones, 1957 †
- Veenia parallelopora (Alexander, 1929) Howe & Laurencich, 1958 †
- Veenia paratriplicata (Swain, 1952) Howe & Laurencich, 1958 †
- Veenia porrecta (Colin, 1973) Damotte, 1983 †
- Veenia pseudostriata Weaver, 1982 †
- Veenia pulchella (Bosquet, 1847) Howe & Laurencich, 1958 †
- Veenia quadrialira (Swain, 1952) Hazel & Brouwers, 1982 †
- Veenia rahhalii (Reyment, 1978) Reyment, 1982 †
- Veenia reticulata Hazel & Paulson, 1964 †
- Veenia rotunda (Reyment, 1978) Reyment, 1982 †
- Veenia senegali (Apostolescu, 1961) Babinot, 1988 †
- Veenia sigma (Skinner, 1956) Howe & Laurencich, 1958 †
- Veenia sola (Sharapova, 1939) Howe & Laurencich, 1958 †
- Veenia sulcata (Veen, 1935) Deroo, 1966 †
- Veenia tenera (Damotte, 1971) Babinot, Colin & Damotte, 1985 †
- Veenia vallocostata Gruendel, 1968 †
- Veenia velata Apostolescu, 1963 †